# Eurytomocharis sporoboli
Eurytomocharis sporoboli är en stekelart som beskrevs av Bugbee 1966. Eurytomocharis sporoboli ingår i släktet Eurytomocharis och familjen kragglanssteklar. Inga underarter finns listade i Catalogue of Life.